# Karen Horney
Karen Horney (16. september 1885, Hamburg - 4. december 1952, New York) velja za eno najvplivnejših neofreudovskih psihoanalitičark dvajsetega stoletja, ki je odločilno prispevala k poglabljanju in nadgradnji pomembnih teoretskih konceptov freudovske analize. Bila je tudi soutemeljiteljica feministične analize.

## Življenjepis
Karen Horney se je rodila 16. septembra 1885. Njen oče, Brendt Wackels, je bil kapitan ladje in veren ter avtoritaren mož. Njena mama, Clotilde Wackels, pa je bila povsem drugačna oseba - bila je 19 let mlajša od svojega moža in precej bolj uglajena. Karen je imela tudi starejšega brata, ki mu je bilo prav tako ime Brendt in za katerega je zelo skrbela. Imela je tudi štiri starejše brate in sestre iz očetovega prejšnjega zakona.
V dnevnikih, ki jih je Horney pisala kot mladostnica, je svojega očeta opisala kot zelo krutega, ki je zahteval strogo disciplino in ki je njenega brata spoštoval bolj od nje. A tako dojemanje očeta v njej ni vzpobudilo občutka zgroženosti ali žalosti, saj ji je oče vseeno prinašal darila iz tujih držav. Kljub temu Horney ni čutila očetove naklonjenosti in se je bolj navezala na mamo, ki pa je leta 1904 skupaj z otroki zapustila svojega moža.
Ko je Karen imela devet let, je spremenila svoj pogled na življenje. Postala je bolj ambiciozna in uporniška. Menila je, da lepa ne bo nikoli in se zato odločila, da bo usmerila energijo v svoje intelektualne sposobnosti, kljub temu da je bila v očeh večine ljudi zelo lepa.
Leta 1906 se je Karen vpisala na študij medicine, čeprav to njenim staršem ni bilo po volji. Univerza v Freiburgu je bila ena prvih univerz v Nemčiji, kjer so se lahko šolale tudi ženske. Leta 1908 se je Karen prešolala na Univerzo v Gottingenu in nato še na Univerzo v Berlinu), kjer je študirala, dokler ni leta 1913 diplomirala. Med študijem je spoznala Oscarja Horneyja, s katerim sta se leta 1909 poročila. Imela sta tri hčere. Ena izmed njih, Brigitte Horney, je postala ena najbolj slavnih igralk v Nemčiji v obdobju nacizma.
Morda nehote, se je v skladu s Freudovo psihoanalizo, poročila z moškim, ki je bil podoben njenemu očetu. Tudi Oscar je bil avtoritaren in bil strog njunimi otroci. Karen je menila, da je taka vzgoja za otroke dobra in da spodbuja njihovo neodvisnost. Šele mnogo let kasneje pa je spremenila svoj pogled na vzgojo otrok in mladostnikov.

### Delo in kariera
Leta 1920 je začela predavati o psihoanalizi na Inštitutu za psihoanalizo v Berlinu.
Leta 1923 je Oscarju posel propadel, poleg tega pa je zbolel za meningitisom. Postal je čemeren in prepirljiv. Istega leta je umrl tudi njen brat zaradi pljučne infekcije. Karen so vsi ti dogodki zelo potrli, zato so jo prevzemale samomorilske misli.
Leta 1926 se je s hčerkami odselila od moža in se nato štiri leta kasneje preselila v Brooklyn, New York, ki je v tistem času veljal za mesto intelektualcev. Tu se je družila z znanstveniki. Med njimi sta bila tudi Erich Fromm in Harry Stack Sullivan, s katerim je imela intimno razmerje, ki pa se ni dobro končalo.
V ZDA je najprej delala kot pomočnica direktorja čikaškega inštituta za psihoanalizo (Chicago Institute for Psychoanalysis). Razvila je teorije o nevrotični osebnosti, ki so temeljile na izkušnjah, ki jih je pridobila kot psihoterapevtka. Leta 1937 je izdala delo Nevrotična osebnost našega časa (The Neurotic Personality of our time), ki je bilo s strani bralcev zelo priljubljeno. Leta 1941 je postala dekanija Ameriškega inštituta za psihoanalizo.
Zaradi odstopanja od Freudovih postavk je morala s položaja odstopiti, a je kmalu začela poučevati na Fakulteti za medicino v New Yorku (New York Medical College). Bila je tudi urednica revije American Journal of Psychoanalysis.
Učila in pisala je vse do svoje smrti leta 1952.

## Teorije
Horney je svoje teorije razvila na podlagi osebnih izkušenj, ki jih je pridobila, ko se je spopadala s svojimi težavami. Njena ideja o nevrozi in psihoanalizi, ki vključuje notranje konflikte velja za eno najboljših teorij na tem področju.

### Teorija o nevrozi
Nevroza je psihično pogojena motnja, ki prizadene osebnostno strukturo, njeni bolezenski znaki na psihičnem in telesnem funkcionalnem področju pa so neposredna posledica in simbolični izraz patogenega duševnega konflikta, ki ostaja zunaj zavesti. Posameznik ima torej težave z obvladanjem nekaterih psihosocialnih stresorjev iz okolja, na razvoj nevroze pa vplivajo tudi kulturni dejavniki. S to tezo je prišla v konflikt s Freudom, saj je menila, da je Freud ignoriral kulturne dejavnike. Karen Horney meni, da bodo v neki kulturi zboleli tisti posamezniki, ki se bodo morali zaradi neprijetnih izkušenj v otroštvu, ki zajemajo občutke izoliranosti, zaničljiv odnos staršev, pomanjkanje topline in bližine ter nespoštovanje otrokovih potreb, močneje spoprijeti s problemi in konflikti, značilnimi za to kulturo, in ki jih ne bodo mogli rešiti oz. jih bodo rešili le v nevrozi. Posameznik se pogosto znajde v tekmovalnih medosebnih odnosih, kjer mora biti ravno dovolj agresiven, a hkrati tudi požrtvovalen, nesebičen in skromen. Ker je tekmovalnost polna sovražnih napetosti, se zmanjšujejo posameznikove zmožnosti, da bi občutek varnosti doživel v ljubezni in prijateljstvu. Posameznikove možnosti za uspeh so omejene in zelo odvisne od kulturnih okoliščin, ki posameznika z ničimer ne spodbujajo k socialnem odnosu. Horney tudi meni, da je samouresničevanje končni človekov cilj. Otroku je tudi dana možnost samouresničevanja, ki pa mu jo lahko medosebni odnosi omogočijo. Pomanjkanje ljubezni, sovraštvo in odklanjanje pa bodo povzročili, da bo otrok svojo ustvarjalno energijo preusmeril v iskanje varnosti in razvijanje prisilnih obrambnih mehanizmom, z namenom da bi se izognil konfliktom in zmanjšal tesnobo. Nevrotični razvoj osebnost vedno bolj oddaljuje od samouresničitve. 
Iz svojih izkušenj je Horney poimenovala deset nevrotičnih potreb, ki temeljijo na stvareh, za katere je menila, da jih vsi ljudje potrebujejo za uspeh v življenju. Da je oseba nevrotična, zadostuje že nekaj potreb.

#### Deset nevrotičnih potreb
- 1. Nevrotična potreba po čustveni privrženosti in odobravanju: nediferencirana potreba, da strežete drugim in da bi vas drugi imeli radi in vas hvalili ter strah pred samouveljavljanjem in sovražnostjo drugih ali pred lastnimi sovražnimi čustvi.
- 2. Nevrotična potreba po partnerju, ki bi prevzel v roke življenjske vajeti; potreba po osebi, ki bo rešila vse težave. Nevrotiku, ki partnerju v celoti prepusti skrb za svoje življenje, niti na misel ne bo prišlo, da bi se spraševal o njegovi primernosti in zanesljivosti, pa o tem, ali je res srečen z njim, ali ga ima rad in ga spoštuje.
- 3. Nevrotična potreba po oblasti; hlepenje po dominaciji nad drugimi, temeljno nespoštovanje do drugih, brezizjemno čaščenje moči in preziranje nemoči ter strah pred lastno nemočjo.
- 4. Nevrotična potreba po izkoriščanju drugih, če ne s silo, pa z zvijačo: raznovrstna sredstva eksploatacije - denar, ideje, spolnost, čustva in ponašanje z izkoriščevalsko spretnostjo.
- 5. Nevrotična potreba po družbenem priznanju oziroma ugledu: strah pred izgubo družbenega položaja (pred ponižanjem), raba bodisi izročilnih bodisi puntarskih načinov zbujanja zavisti ali občudovanja in ocenjevanje vsega - predmetov, denarja, oseb, početja in čustev - glede na prestižno vrednost.
- 6. Nevrotična potreba po osebnem občudovanju: poveličana samopodoba (narcizem), potreba po občudovanju javnosti in strah pred izgubo tega občudovanja.
- 7. Nevrotična ambicija po osebnem dosežku: potreba po prekašanju drugih. Nevrotik želi biti najboljši na vseh področjih, pri čemer je zelo pomembno priznanje drugih.
- 8. Nevrotična potreba po samozadostnosti in neodvisnosti: nuja, da ne bi nikoli nikogar potrebovali in da se ne pustimo vezati na nič in strah pred tem.
- 9. Nevrotična potreba po popolnosti in neomajnosti: nevrotik bo v veliki meri izgubil čut za mero. Enak imperativ mu postane, da ima brezhibno pospravljeno mizo, kot to, da mora brezhibno pripraviti kako zares pomembno poročilo. Ko pa bo perfekcionist zagreši napakico, bo občutil paniko.
- 10. Nevrotična potreba po tesnem življenjskem omejevanju življenja: potreba po tem, da si nezahteven, neopazen in skromen.

### Neofreudizem
Horney se je strinjala s številnimi Freudovimi stališči, a je bila hkrati tudi kritična do več njegovih ključnih prepričanj. 
Tako kot mnogi, ki so imeli drugačna stališča od Freuda, je tudi Horney menila, da spol in agresija nista glavni sestavni del za določanje osebnosti. Horney je poudarjala, da ni biološka danost kako čez življenje (kot je trdil Freud), ampak so pomembne predvsem socialne okoliščine, v katerih se znajde posameznik.
Freud je poudarjal zavidanje penisa, Horney pa je zanikala pomen le-tega. Menila je tudi, da ljudje ženskam zavidajo sposobnost rojevanja. Poleg tega je Horney menila, da ima Ojdipov kompleks vpliv na oba spola, medtem ko je Freud trdil da ima vpliv le na moške.

## Feministična psihologija
Kot ena prvih psihiatrinj ženskega spola je objavila tudi esej o tej psihološki disciplini. Med letoma 1922 in 1937 je napisala 14 takih esejev, ki jih je združila v knjigo Feminine Psychology. V eseju Problemi feminističnega mazohizma (The Problem of Feminine Masochism), Horney izpostavlja, da kultura in družba spodbuja ženske k temu, da so odvisne od moških na področju premoženja in ljubezni. Omenja tudi, da družba na splošno precenjuje moške, ženske pa dojema le kot objekte lepote.

## Citati
- »Življenje samo še vedno ostaja zelo učinkovit terapevt.«[4]
- »Skrb nas bi morala peljati k dejanjem, ne pa v depresijo.«[5]
- »Popolnoma normalen človek je redkost v naši civilizaciji.« [6]

## Dela
- Feminine Pychology, 1922-37
- The Neurotic Personality of our Time, 1937
- New Ways in Psychoanalysis, 1939
- Self-analysis (Kdo sem?: samoanaliza za vsako glavo), 1942
- Our Inner Conflicts, 1946
- Are You Considering Psychoanalysis?, 1946
- Neurosis and Human Growth, 1950
- The Collected Works of Karen Horney, 1950
- The Adolescent Diaries of Karen Horney, 1980